# Пьют и воруют
Пьют и воруют (Если я усну и проснусь через сто лет и меня спросят, что сейчас происходит в России, я отвечу: пьют и воруют) — крылатое выражение русского языка, приписываемое писателю М. Е. Салтыкову-Щедрину, а также историку Н. М. Карамзину.

## История выражения
В современной России, включая русскоязычный сегмент интернета, выражение «пьют и воруют» встречается повсеместно и обычно приписывается писателю-сатирику М. Е. Салтыкову-Щедрину, реже Н. М. Карамзину. У Сергея Довлатова в повести «Чемодан» (1991) можно обнаружить следующую фразу:

Двести лет назад историк Карамзин побывал во Франции. Русские эмигранты спросили его:
— Что, в двух словах, происходит на родине?
Карамзину и двух слов не понадобилось.

— Воруют, — ответил Карамзин…— Сергей Довлатов, «Чемодан» (1991)
Ещё раньше фраза о воровстве в России встречается у Михаила Зощенко в сборнике бытовых новелл и исторических анекдотов «Голубая книга» (1935), где она также приписывается Карамзину:

В свое время знаменитый писатель Карамзин так сказал: «Если б захотеть одним словом выразить, что делается в России, то следует сказать: воруют».— Голубая книга. Михаил Зощенко
Со ссылкой на Карамзина высказывание о воровстве в России приводится в мемуарах князя Петра Вяземского (который знал Карамзина лично):

Карамзин говорил, что если бы отвечать одним словом на вопрос: что делается в России, то пришлось бы сказать: крадут.
— «Старые записные книжки» П. А. Вяземского, 8-й том «Полного собрания сочинений» (издание 1883 года)
При этом, высказывания про воровство можно найти ещё у Екатерины II. Стремящаяся подходить к проблемам с юмором, императрица жалуется на воровство в России в частной переписке с госпожой Бьелке следующим образом:

Меня [в России] обворовывают точно так же, как и других, но это хороший знак, и показывает, что есть что воровать.
— Частная переписка Екатерины II, 1775 (цитата по В. О. Ключевскому)